# Le Chevalier mystère (film, 1908)
Pour plus de détails, voir Fiche technique et Distribution.
Le Chevalier mystère est un film muet français réalisé par Segundo de Chomón et sorti en 1908.

## Fiche technique
- Titre : Le Chevalier mystère
- Réalisateur : Segundo de Chomón
- Société de Production :  Pathé Frères
- Couleur[1]
- Durée : 140 m[1]
- Pays d'origine :  France

## Distribution
- André Deed
- Julienne Mathieu